# HMS Tiger (1546)
HMS Tiger (1546) (англ. "Тигр") англійський чотирищогловий вітрильно-веслярський галеас. Був збудований 1546 разом з однотипним "HMS Bull" і ще двома кораблями для королівського флоту Royal Navy Генріха VIII. З часом з корабля усунули весла і він став чисто вітрильним кораблем.
Галеас "HMS Tiger" брав участь у боях з іспанською Великою Армадою (1588), при сприятливому вітрі переслідуючи поодинокі іспанські кораблі в Ірландському морі. Згодом у Шотландії виявляв іспанців з розбитих кораблів, яких переховували місцеві мешканці. Останні роки виконував роль плавучої батареї.